# Firefly Studios
Firefly Studios er et britisk videospilfirma, der blev oprettet i 1999 af Simon Bradbury og Eric Ouellette. Firmaet har været mest fokuseret på historiske real-time-strategispil til computer. Firmaet er mest kendt for sin Stronghold-spilserie.
Deres første titel var Stronghold. Titlen havde succes både kritisk og kommercielt.

## Stronghold-serien
Stronghold-serien er Fireflys største serie, og samtidig er det de spil, Firefly er mest kendt for. De første spil var 2D og er blandt mange fans af serien vurderet som de bedste i serien. Sidenhen har næsten alle Stronghold-spillene været 3D. De fleste af spillene forgår på et historisk tidspunkt; dog har der været et, der var i et fantasiunivers med hekse, varulve, dæmoner, drager og kong Arthur.
Mange spillene foregår de samme steder. Stronghold, Stronghold 2 og Stronghold 3 foregår alle på De Britiske Øer. Stronghold Crusader, Stronghold Crusader Extreme og Stronghold Crusader 2 forgår alle under korstogene i Mellemøsten.
Stronghold Kingdoms er et online-Stronghold-spil, som kan spilles på computer, tablet og telefon.

## Spil
| År   | Spil                              |
| ---- | --------------------------------- |
| 2001 | Stronghold                        |
| 2002 | Stronghold: Crusader              |
| 2003 | Space Colony                      |
| 2005 | Stronghold 2                      |
| 2006 | CivCity: Rome                     |
| 2006 | Stronghold Legends                |
| 2008 | Stronghold: Crusader Extreme      |
| 2009 | Stronghold Kingdoms               |
| 2011 | Stronghold 3                      |
| 2012 | Stronghold HD                     |
| 2012 | Stronghold: Crusader HD           |
| 2012 | Space Colony HD                   |
| 2014 | Stronghold Crusader II            |
| 2015 | Space Colony: Steam Edition       |
| 2016 | Stronghold Legends: Steam Edition |
| 2017 | Stronghold 2: Steam Edition       |
| 2017 | MetaMorph: Dungeon Creatures      |